# Fiorella Bonicelli
Fiorella Bonicelli (21 de diciembre de 1951) es una tenista uruguaya que compitió profesionalmente en las décadas de 1970 y 1980.
Es la uruguaya con más logros en torneos de Grand Slam, ya que ganó el título de dobles mixtos del Torneo de Roland Garros de 1975 junto con el brasileño Thomaz Koch, y el título de dobles femenino de Roland Garros 1976 con la francesa Gail Lovera.
Asimismo, alcanzó semifinales de dobles femeninos del Campeonato de Wimbledon de 1973 y cuartos de final de Wimbledon 1972 y Roland Garros 1971, 1972, 1973, 1975. En cuanto a singles, alcanzó cuartos de final de Roland Garros en 1978 y octavos de final en 1973 y 1975, así como en el Abierto de Estados Unidos de 1972. Fuera de los Grand Slams, Bonicelli alcanzó la final del Abierto de Argentina de 1972 y el Torneo de Monte Carlo de 1978.
También disputó 29 partidos de la Fed Cup por la selección uruguaya, con un registro de 11 victorias y 4 derrotas en singles, y 6 victorias y 8 derrotas en dobles.
Sus logros en el tenis le valieron recibir el primer Premio Charrúa de Oro por el Círculo de Periodistas Deportivos del Uruguay en 1972.

## Torneos de Grand Slam (2)

### Torneo de Roland Garros 1976: (1)
| Año  | Torneo        | Pareja       | Rivales                             | Resultado     |
| 1976 | Roland Garros | Gail Sheriff | Kathy Harter Helga Niessen Masthoff | 6–4, 1–6, 6–3 |

### Dobles mixtos (1)
| Año  | Torneo        | Pareja      | Rivales                     | Resultado |
| 1975 | Roland Garros | Thomaz Koch | Jaime Fillol Pam Teeguarden | 6–4, 7–6  |